# 桃園市立圖書館中壢分館
桃園市立圖書館中壢分館，位於桃園市中壢區，是桃園市立圖書館的一座分館。中壢分館成立於1970年，館舍經過多次搬遷，現址於2011年1月28日正式啟用。中壢分館在2016年時是桃園市立圖書館進館人數最多的一處分館。

## 歷史
最早成立於1970年3月1日的中壢分館，最初臨時於中壢區青年育樂中心1樓；1983年遷移至位於中正公園內的現址，中壢分館於當時使用一座4層樓高的圖書館大樓作為館舍。
然而，1998年11月，中壢分館圖書館大樓的1至2樓被租賃予中壢市衛生所使用，中壢分館便另覓中壢市公所的1樓作為主要館舍，原址3樓則作為溫書室使用至2008年8月23日，隨後大樓便被封閉；2009年1月19日，中壢市公所拆除原先的圖書館大樓建設新館舍，新館舍並於2011年1月28日正式啟用。
隨著桃園縣改制為桃園市，中壢分館於2014年12月25日納入桃園市立圖書館體系，並易名為「桃園市立圖書館中壢分館」。

## 建築
中壢分館坐落於中壢中正公園內。分館的內部也設有閱覽區、上網區等設施。
| 樓層                   | 分區                                               |
| ---------------------- | -------------------------------------------------- |
| 桃園市立圖書館中壢分館 |                                                    |
| 3                      | 參考書區、藝文展覽區                               |
| 2                      | 圖書閱覽區、青少年閱覽區、筆電區                   |
| 1                      | 期刊閱覽區、報紙閱覽區、上網區、兒童閱覽室、筆電區 |
| B1                     | 自修室                                             |

除此之外，考量原址的溫書室於2008年8月23日封閉不再使用，中壢分館另在2008年7月8日於桃園市中壢區中華路二段369-1號4樓增設一處溫書室，稱為中華溫書室。

## 外部連接
- 桃園市立圖書館（中文）（英文）（日語）（越南文）（泰文）（印尼文）